# Dajtki
Dajtki (niem. Deuthen) – największe olsztyńskie osiedle domków jednorodzinnych, położone w południowo-zachodniej części miasta, pomiędzy jeziorami Ukiel (po stronie północnej) i Kortowskim (po stronie wschodniej). Od południa i zachodu sąsiaduje z lasami. Przez Dajtki przebiega droga wylotowa z Olsztyna w kierunku Ostródy (obwodnica Dajtek, DK16).
Nazwy większości ulic osiedla mają związek z rolnictwem: np. ul. Działkowa, Traktorowa, Rolna, Sielska oraz z nazwami zbóż, np. Żytnia, Jęczmienna, Pszenna. Przeważa zabudowa z lat 70., 80. i 90.

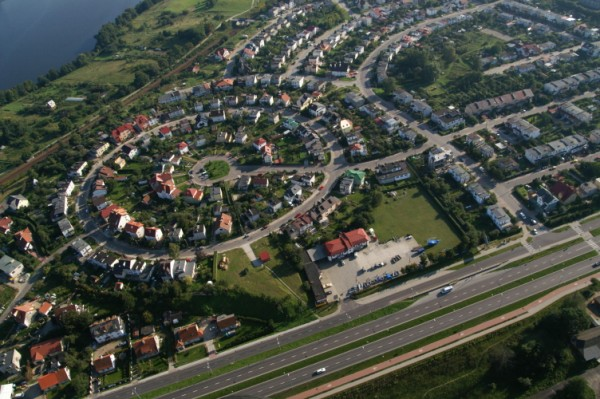
Dajtki z lotu ptaka, ul. Okrągła

## Granice osiedla
- od północy: granica przebiega południowym brzegiem jeziora Ukiel, następnie ul. Jeziorną do linii kolejowej Olsztyn–Morąg, dalej biegnie wzdłuż torów kolejowych do linii kolejowej Olsztyn–Iława i graniczy z południowymi stronami osiedli Likusy i Nad Jeziorem Długim.
- od wschodu: granica przebiega w kierunku południowo-zachodnim wzdłuż torów kolejowych, dalej brzegiem jeziora Kortowskiego oraz naturalnymi granicami do granic Olsztyna i graniczy z zachodnią stroną osiedla Kortowo.
- od południa: granicę stanowi granica Olsztyna.
- od zachodu: granicę stanowi granica Olsztyna, a następnie przebiega po naturalnych granicach terenowych docierając do południowego brzegu jeziora Ukiel i graniczy ze wschodnią stroną osiedla Gutkowo.

## Historia
Dajtki zostały założone przez kapitułę warmińską w 1355 jako jedna ze wsi, które miały otaczać powstający w tym czasie Olsztyn. Zasadźcą Dajtek, jak i prawie wszystkich wsi w okolicy, był Prus Georgius Pruthenus. Wioska liczyła 30 łanów (w tym 3 wolne, dla sołtysa), czyli około 504 hektary. Jeden łat lasu otrzymała wieś do wspólnego użytku. Ponieważ ulokowano ją w środku puszczy, aż przez czternaście lat wolna była od płacenia podatku. Połowa dochodów z karczmy przewidziana była dla sołtysa, a połowa dla kapituły warmińskiej. W 1535 r. dołączono do Dajtek 6 łanów z majątku w Gronitach. W 1689 roku, na prośbę sołtysa Tomasza Thurau, wystawiono odnowiony dokument lokacyjny.
Deuthen było typową wsią warmińską tamtych czasów z dominującą na tym terenie zabudową drewnianą, gdzie zagrody formowały dwa rzędy wzdłuż sporego, prostokątnego majdanu. Jako że wieś znajdowała się pośród puszczy pełnej drapieżników, na ów majdan spędzano z pastwisk bydło na noc. Całość otaczał dębowy parkan z dwiema bramami wejściowymi stojącymi po stronach niezabudowanych. Gdzieniegdzie można jeszcze ten układ starej wsi odnaleźć, jednak później środek majdanu wypełniła zachowana w części, nieregularna zabudowa. Budynki stały prostopadle do podążającego w kierunku południowo-zachodnim traktu olsztyńsko-ostródzkiego, który wyewoluował w obecną ulicę Sielską.
Wzmianki o Polakach wśród dominujących Prusów pojawiają się już pod koniec XV wieku – w dokumentach przewijają się imiona z przydomkami mówiącym o polskim pochodzeniu: Ihan Polonus, Stenzil Polonus, Peter Polonus. Napływ ludności polskiej musiał być imponujący, bo do połowy XVI wieku ludność pruska została zupełnie wchłonięta przez Polaków. Wtedy to spolszczono nazwę wsi – słownik z 1820 roku, obok nazwy niemieckiej, podaje w nawiasach też nazwę polską: Daitki. Ówczesną wieś stanowiło 36 chałup i 247 mieszkańców, przy czym jej sołtysem był niejaki Jakub Romański, mieszkał w niej strażnik leśny Mikołaj Wróblewski, a nazwiska chłopów brzmiały swojsko dla polskiego ucha: Jadam, Kaczorek, Kalisz, Klusek, Rogalik itp.
W XIX wieku zabudowę drewnianą zaczęły wypierać domy ceglane, z których parę ostało się do dziś w najstarszej części osiedla. Są to domy o charakterystycznej budowie: murowane najczęściej z czerwonej cegły, parterowe, z prostym, dwuspadowym dachem krytym dachówką. Dajtki przez cały czas podlegały pod parafię św. Jakuba w Olsztynie. Jako że kościół był daleko, funkcję religijnego centrum wioski pełniły dębowy krzyż i dzwonnica słupowa postawione około roku 1820. Spotykano się pod nimi na nabożeństwa majowe oraz różańcowe. Spod tego miejsca wspólnie wychodzono też na uroczystości odpustowe. W roku 1878 zbudowano neogotycki kościół parafialny pod wezwaniem Matki Bożej Różańcowej. Powstał także rzymskokatolicki cmentarz, na którym nieco później, w roku 1909 wybudowano kaplicę grzebalną pod wezwaniem świętego Jana Nepomucena. W roku 1889 powstała też na Dajtkach szkoła wiejska.
Pod koniec roku 1853 w Dajtkach wybuchła epidemia odry. Mimo tego wieś rozwijała się. Spis statystyczny z roku 1861 podaje, że jej obszar wynosił ponad 3025 mórg – na tym terenie znajdowały się 42 budynki mieszkalne, w których mieszkało 335 osób. Pięciu z nich deklarowało się jako protestanci, a 330 jako katolicy, zaś jako język ojczysty 303 podawało polski, a 32 niemiecki. Według kolejnego spisu z roku 1905 gmina wiejska Dajtki mieściła się na powierzchni 772,3 ha, na której stało 68 budynków mieszkalnych i kolejnych 5 zamieszkanych obiektów. Dajtki liczyły wówczas 592 mieszkańców: 26 protestantów i 566 katolików, z których za język ojczysty siedem osób uważało polski, 129 niemiecki, a aż 455 język mazurski (jedna osoba podała niemiecki z innym językiem).

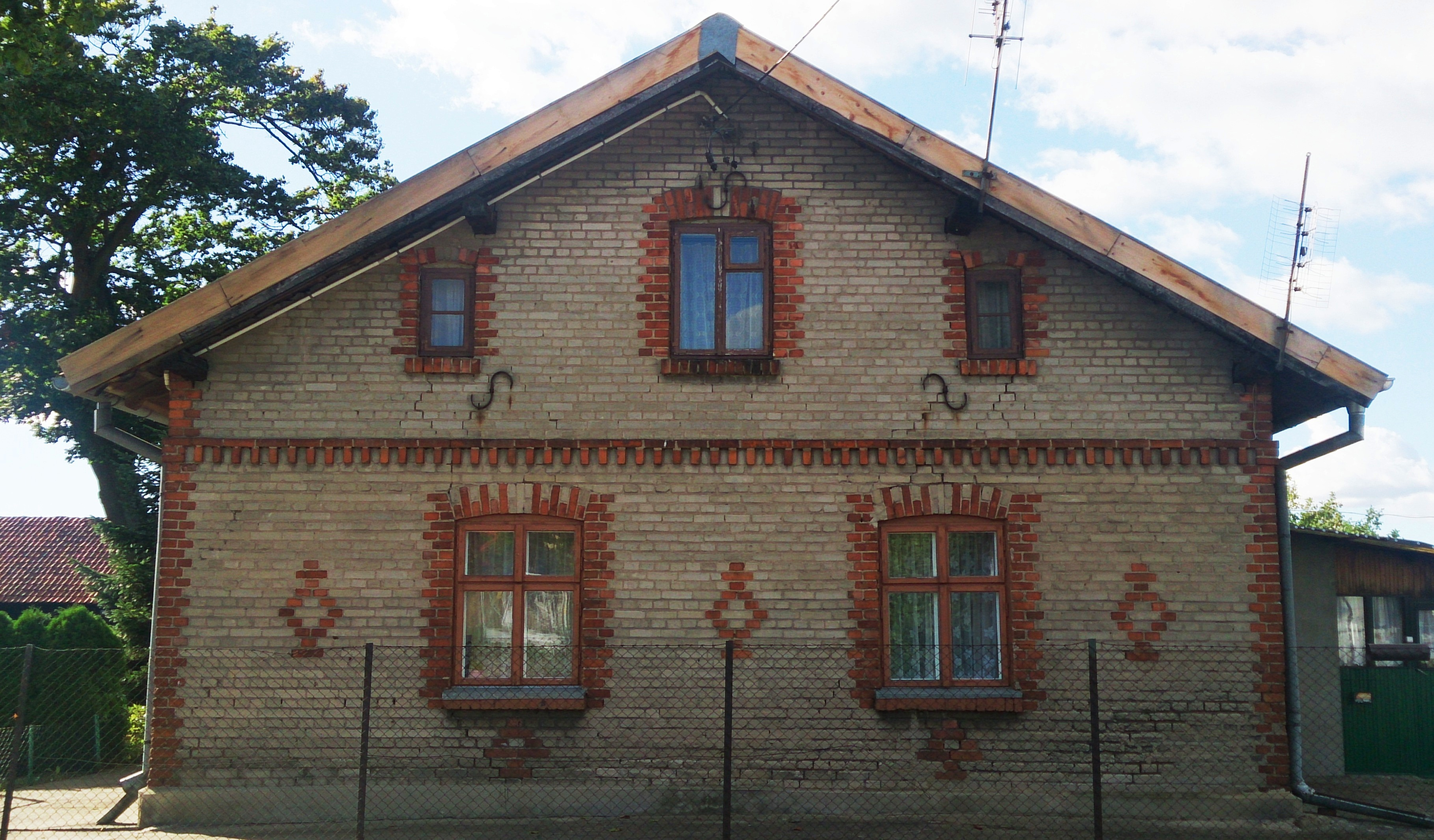
Jeden z ocalałych starych domów ceglanych

W XIX wieku oraz w pierwszej połowie wieku XX wiek Dajtki/Deuthen stanowiły następujące jednostki administracyjnie:
- 1820: Wieś królewska w wójtostwie Olsztyn (Amt Allenstein)
- 1861: Wieś w powiecie ziemskim Olsztyn (Landkreis Allenstein)
- 1905: Gmina wiejska w okręgu urzędowym Pozorty (Amtsbezirk Posorten)
- 1930: Gmina wiejska w okręgu urzędowym Kudypy (Amtsbezirk Kudippen)
- 1954–1965: Gromada Dajtki

Pobliskie płaskie tereny, które obecnie zajmuje lotnisko, wieś wykorzystywała początkowo jako pastwiska i nieużytki, jednak od roku 1814 dzierżawiła je wojsku, które zorganizowało tam tak zwany „exerzierplatz”, co można przetłumaczyć jako plac musztry lub plac ćwiczeń, gdzie żołnierze niemieccy ćwiczyli strzelanie. Po odsprzedaniu terenów miastu Olsztyn wybudowano tu lotnisko, a 18 czerwca 1913 roku wylądował na nim pierwszy samolot. 1 czerwca 1926 roku uruchomiono regularne przeloty na linii Malbork-Elbląg-Gdańsk trwające 125 minut. Okazały się jednak one nieopłacalne i jesienią 1928 roku zostały zawieszone. Lotnisko utrzymywano jednak nadal i wykorzystywano do edukacyjno-rozrywkowych lotów nad miastem dla młodzieży. W czasie II wojny światowej obiekt został przejęty przez Wehrmacht, a 27 sierpnia 1933 roku lądował tu Adolf Hitler. W okresie powojennym z lotniska w Dajtkach korzystali także Jan Paweł II (5 czerwca – 6 czerwca 1991) oraz Aleksander Kwaśniewski (12 maja 2003).
Pod koniec wojny, gdy do Olsztyna wkroczyła Armia Czerwona, rozpoczęto wysiedlania ludności autochtonicznej z okolicznych wiosek, w tym z Dajtek. 2 kwietnia 1945 roku 37 mieszkańców wsi zwróciło się z prośbą do wojewody olsztyńskiego, aby zapobiegł on kolejnym tego typu bezprawnym akcjom. 6 kwietnia 1945 w Dajtkach wznowiła działalność wiejska szkoła podstawowa – głównie dzięki wysiłkom Marty Wróblewskiej i Augustyna Wesołka, jej późniejszego pierwszego dyrektora. W latach 50. Dajtki uzyskały pierwsze połączenia autobusowe z Olsztynem w ramach komunikacji podmiejskiej (linia 5).
W latach 1954–1965 wieś należała i była siedzibą władz gromady Dajtki. W 1966 wieś Dajtki włączona została do obszaru Olsztyna. Niebawem, w ramach systemu komunikacji miejskiej, osiedle zostało połączone z resztą miasta linią autobusową numer 7, która przez długi czas była jedyną linią kursującą na Dajtki. Tutejsza szkoła podstawowa stała się szkołą miejską, otrzymała numer 18, a jej kierownictwo powierzono dotychczasowemu dyrektorowi szkoły wiejskiej – Konradowi Czaplińskiemu. Trzy lata później doprowadzono tu linię wodociągową, co dało początek budowie dużego osiedla domków jednorodzinnych.

## Zabytki

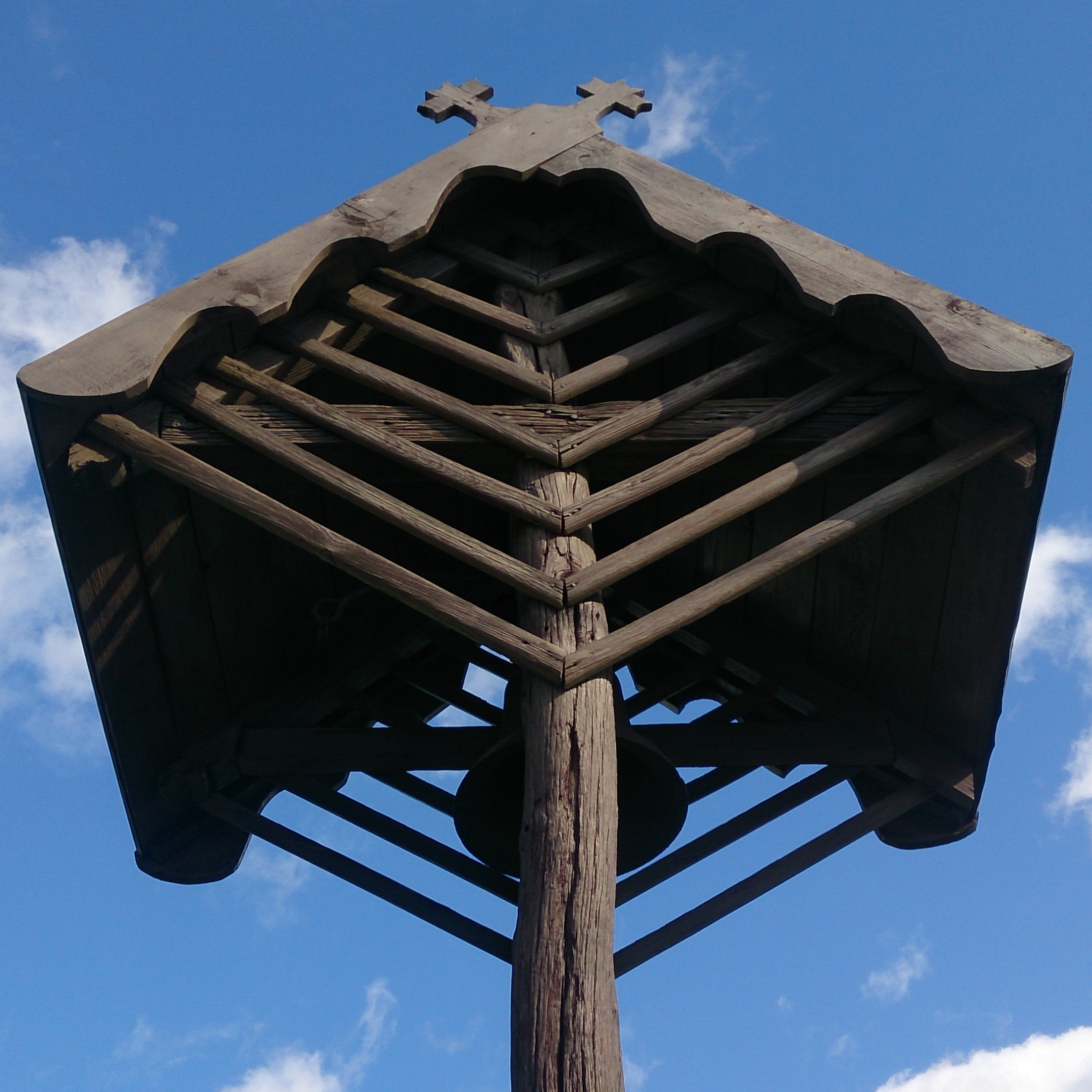
Drewniana dzwonnica słupowa

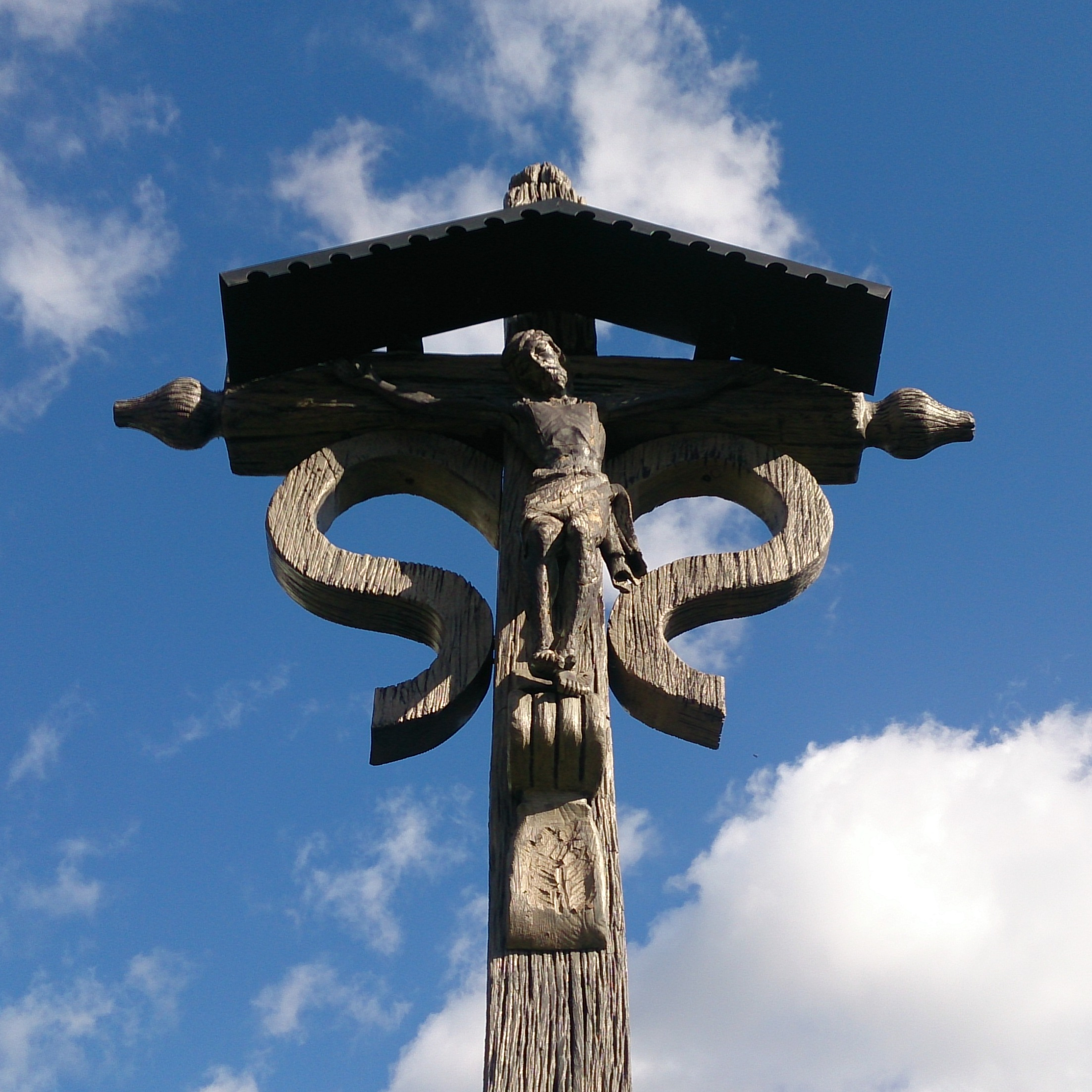
Drewniany krzyż przydrożny

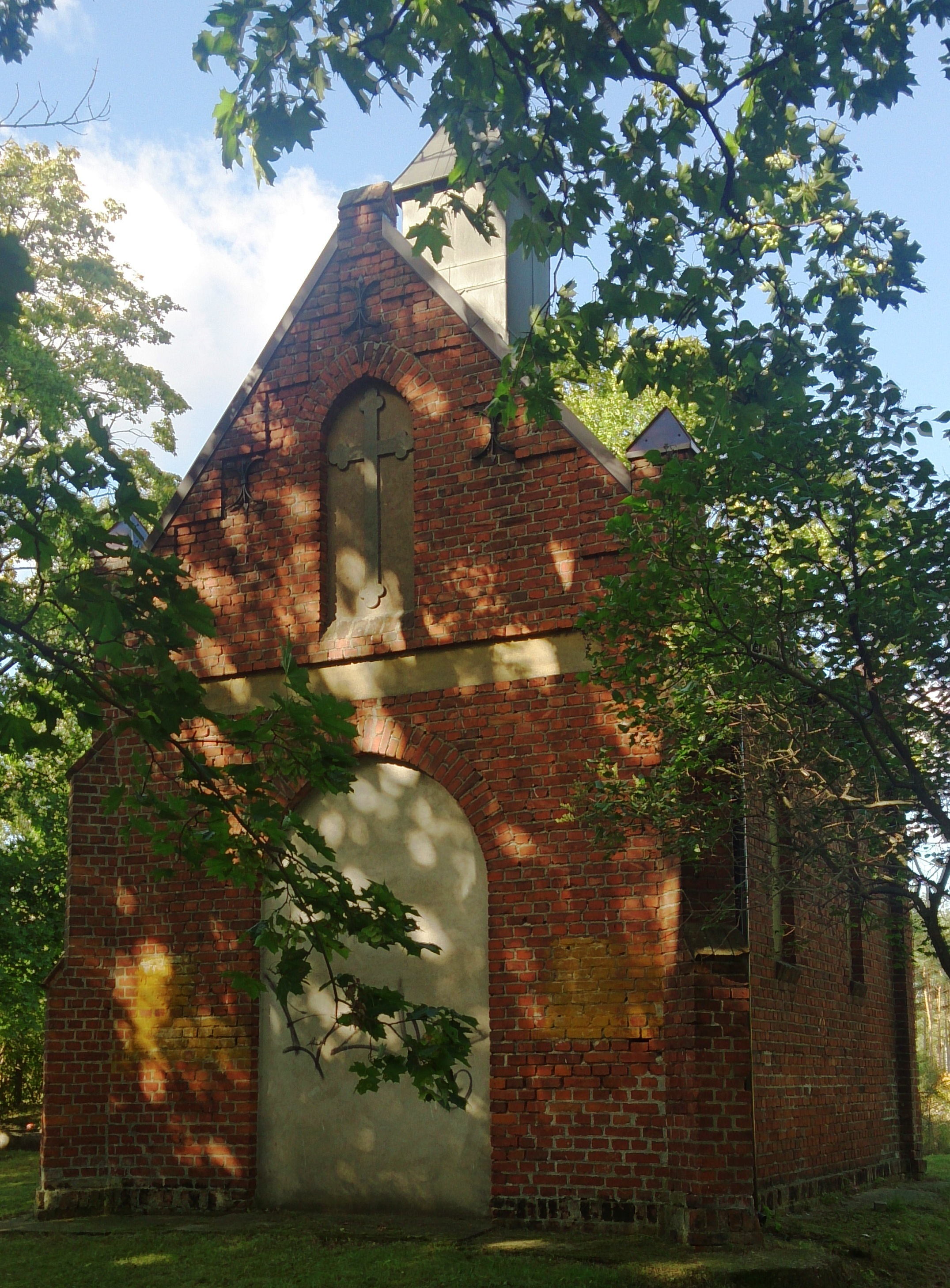
Kaplica pod wezwaniem świętego Jana Nepomucena

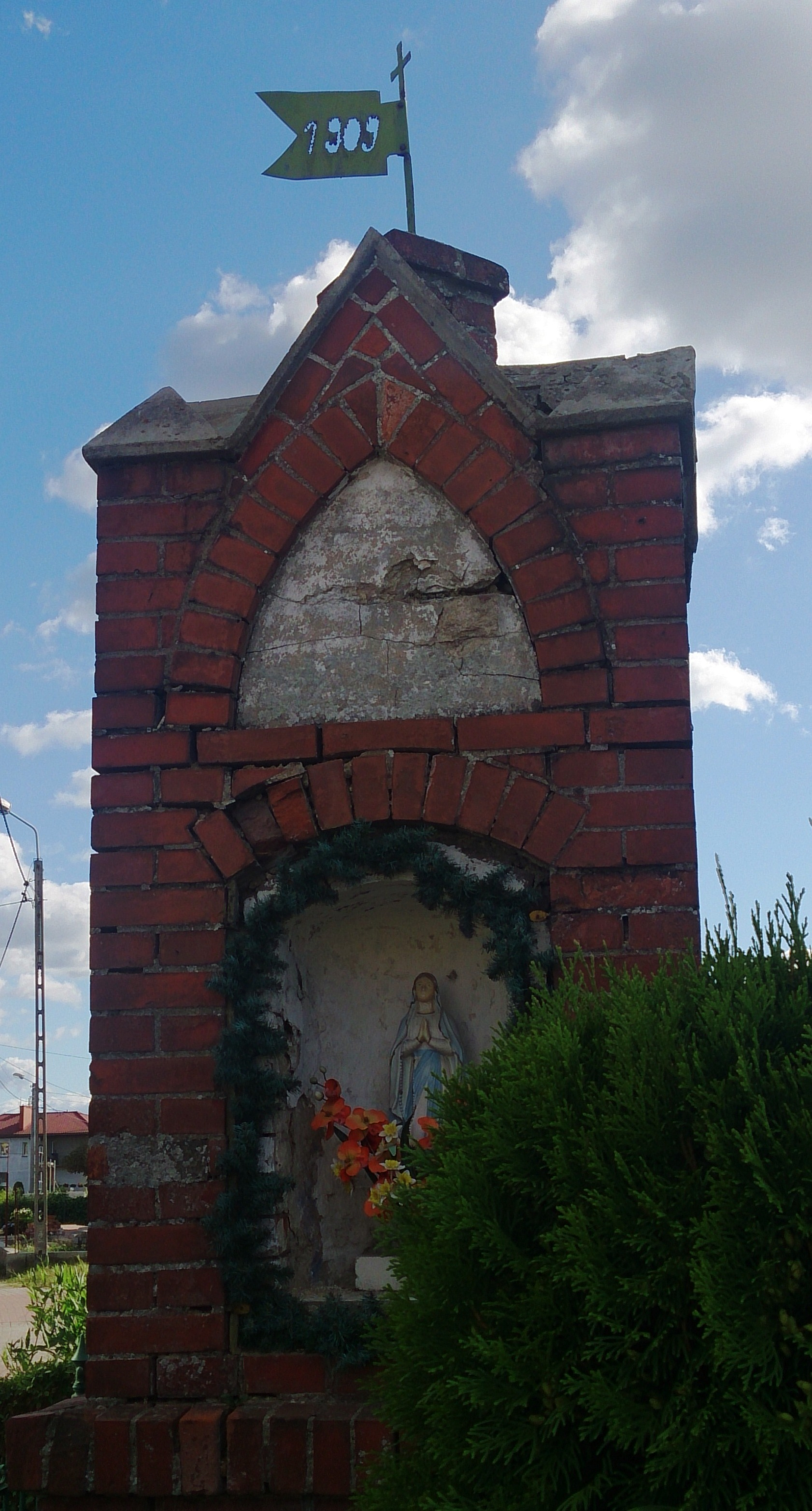
Kapliczka przydrożna

- kościół parafialny pod wezwaniem Matki Bożej Różańcowej z roku 1878, ul. Żniwna 7
- kapliczka przydrożna z roku 1909, ul. Sielska 27
- drewniana dzwonnica słupowa z początku XIX wieku, ul. Żniwna
- drewniany krzyż przydrożny z początku XIX wieku, ul. Żniwna
- zespół cmentarza rzymskokatolickiego z drugiej połowy XIX wieku wraz z kaplicą pod wezwaniem świętego Jana Nepomucena z roku 1909, ul. Sielska 4

## Szlaki turystyczne
Przez teren osiedla przebiega  czarny szlak im. Alojzego Śliwy. Biegnie on leśną drogą wzdłuż jeziora Ukiel i kończy się przy Omega Hotel.

## Komunikacja
Ulice
Główną ulicą osiedla jest ulica Sielska. Ulica ta łączy Dajtki z centrum miasta. Od ul. Sielskiej odbiegają mniejsze uliczki, tworzące szereg międzyosiedlowych dróg. Ulica Sielska jest także drogą wyjazdową na Gdańsk, Toruń i Ostródę.
Komunikacja miejska
Na terenie osiedla znajduje się obecnie 11 przystanków autobusowych, w tym 3 pętle. Przez jego teren przebiegają trasy 4 linii dziennych: 107, 113, 302 (w okresie roku akademickiego) i 307 (w sezonie letnim) oraz jednej nocnej: N02.
Kolej
Przy ulicy Bławatnej znajduje się kolejowy przystanek osobowy Olsztyn Dajtki. W rozkładzie jazdy pociągów 2018/2019 zatrzymywało się tam 25 pociągów REGIO Przewozów Regionalnych.    

## Ważniejsze obiekty
- Poczta Polska: urząd pocztowy 9, ul. Zbożowa 27a
- Miejska Biblioteka Publiczna w Olsztynie – Filia Publiczno-Szkolna nr 18, ul. Żytnia 71
- Szkoła Podstawowa nr 18 im. Orła Białego w Olsztynie, ul. Żytnia 71
- Przedszkole Miejskie nr 14 w Olsztynie, ul. Kłosowa 23a
- Centrum Rehabilitacji i Wsparcia w Olsztynie, ul. Siewna 78
- Niepubliczny Zakład Opieki Zdrowotnej „Opieka”, ul. Zbożowa 27e
- Centrum Terapii Naturalnych, ul. Sielska 12k
- Gabinet weterynaryjny „Animals”, ul. Strąkowa 1
- Regionalna Stacja Hydrologiczno-Meteorologiczna IMiGW nr 272 w Olsztynie, ul. Sielska 34
- Kąpielisko „Słoneczna Polana”, Sielska 38
- Kąpielisko „Przy Marinie”, ul. Jeziorna 6
- Plaża nudystów nad Zatoką Miłą
- Ośrodek Sportu i Rekreacji w Olsztynie: Baza Sportów Wodnych „Słoneczna Polana” ul. Sielska 38
- Aeroklub Warmińsko-Mazurski, ul. Sielska 34
- Lotnisko Olsztyn-Dajtki
- Polski Związek Motorowy: Zarząd Okręgowy w Olsztynie, ul. Sielska 5
- Parafia Matki Bożej Różańcowej w Olsztynie oraz kościół pod wezwaniem Chrystusa Zmartwychwstałego, ul. Żytnia 68
- Dom zakonny Zgromadzenia Sióstr Albertynek Posługujących Ubogim, ul. Siewna 119
- Kolejowy przystanek osobowy Olsztyn Dajtki
- Salon samochodowy „Peugeot”, ul. Sielska 5
- Myjnia samochodowa „Taurus-Car”, ul. Sielska 12b
- Patronacka stacja paliw „Lotos”, ul. Sielska 5
- Omega Hotel, ul. Sielska 4a
- Marina Lounge Club, ul. Jeziorna 6
- Dawniej Chata Biesiadna, ul. Sielska 12, spalona w wyniku pożaru w 2015 roku

W granicach Dajtek jest też w całości położona wcinająca się w ląd, malownicza część brzegu jeziora Ukiel zwana Zatoką Miłą. Tereny wokół niej to miejsca chętnie odwiedzanie przez plażowiczów, spacerowiczów i entuzjastów nordic walking. Niegdyś na Dajtkach nad Zatoką Miłą znajdowała się też stanica wodna PTTK zwana powszechnie „molo”, jednak obiekt stopniowo popadał w ruinę i obiekt został rozebrany około roku 2007.